# St. Michael (Uitikon)

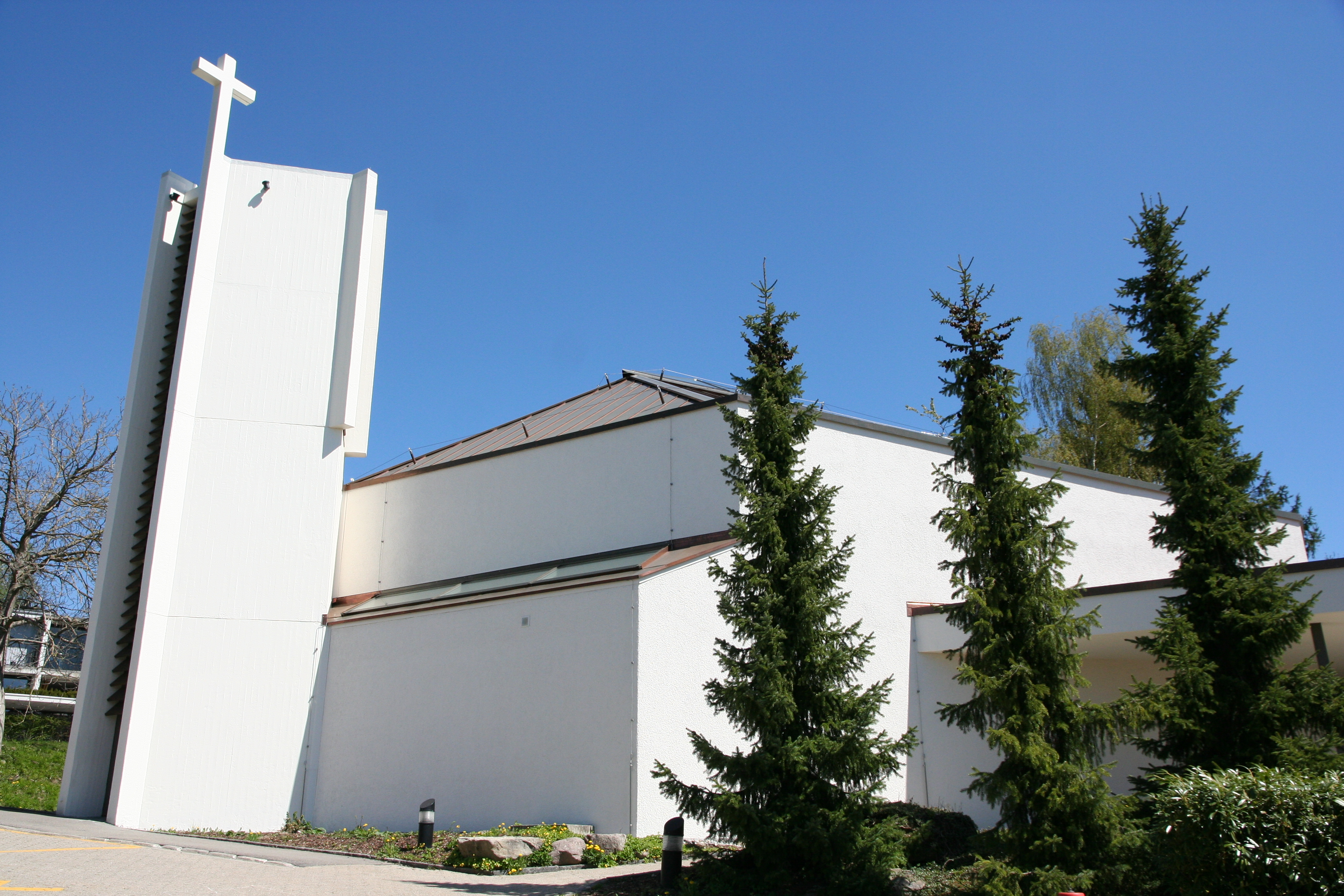
Kirche St. Michael Uitikon, Ansicht von Südwesten

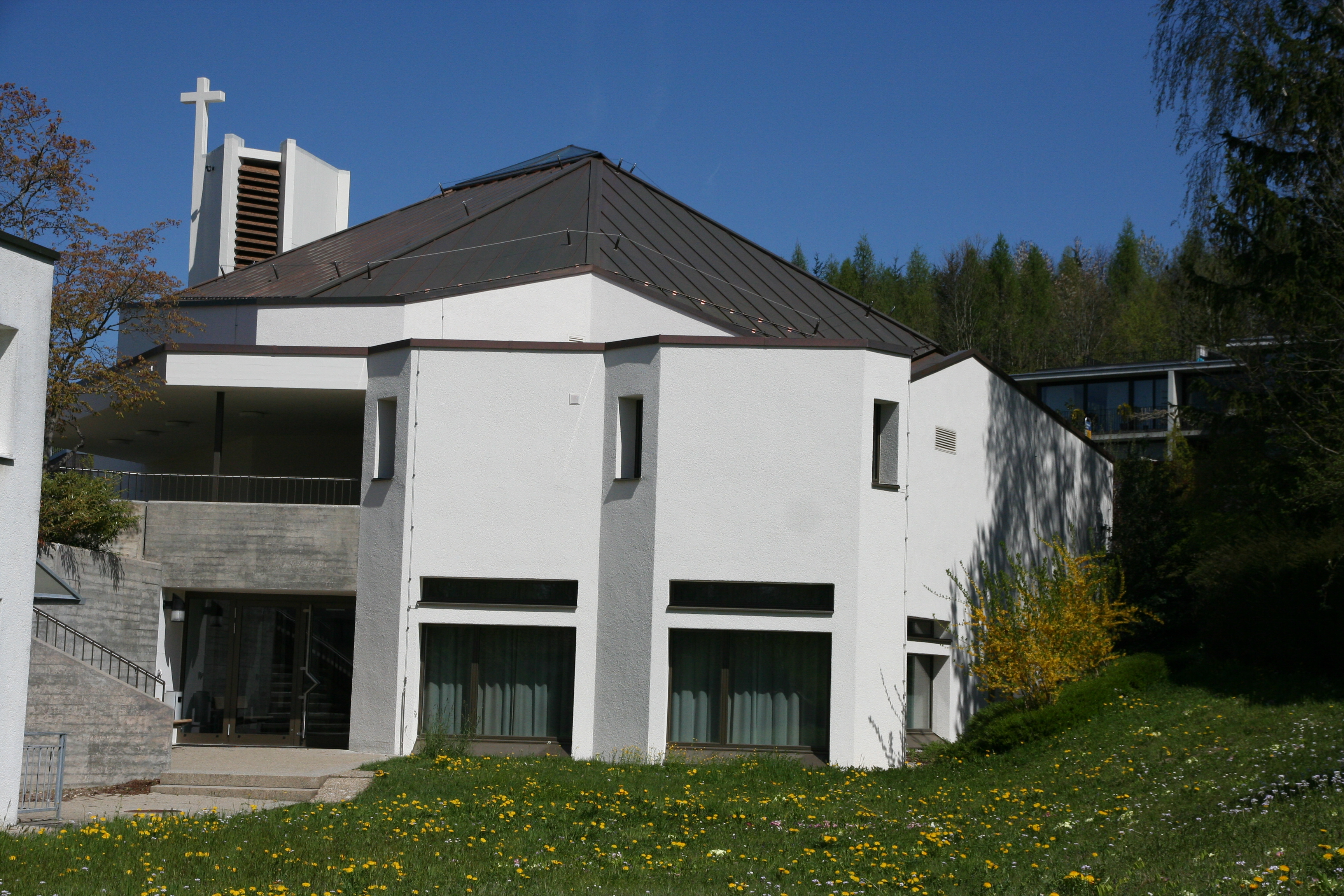
Ansicht von Süden

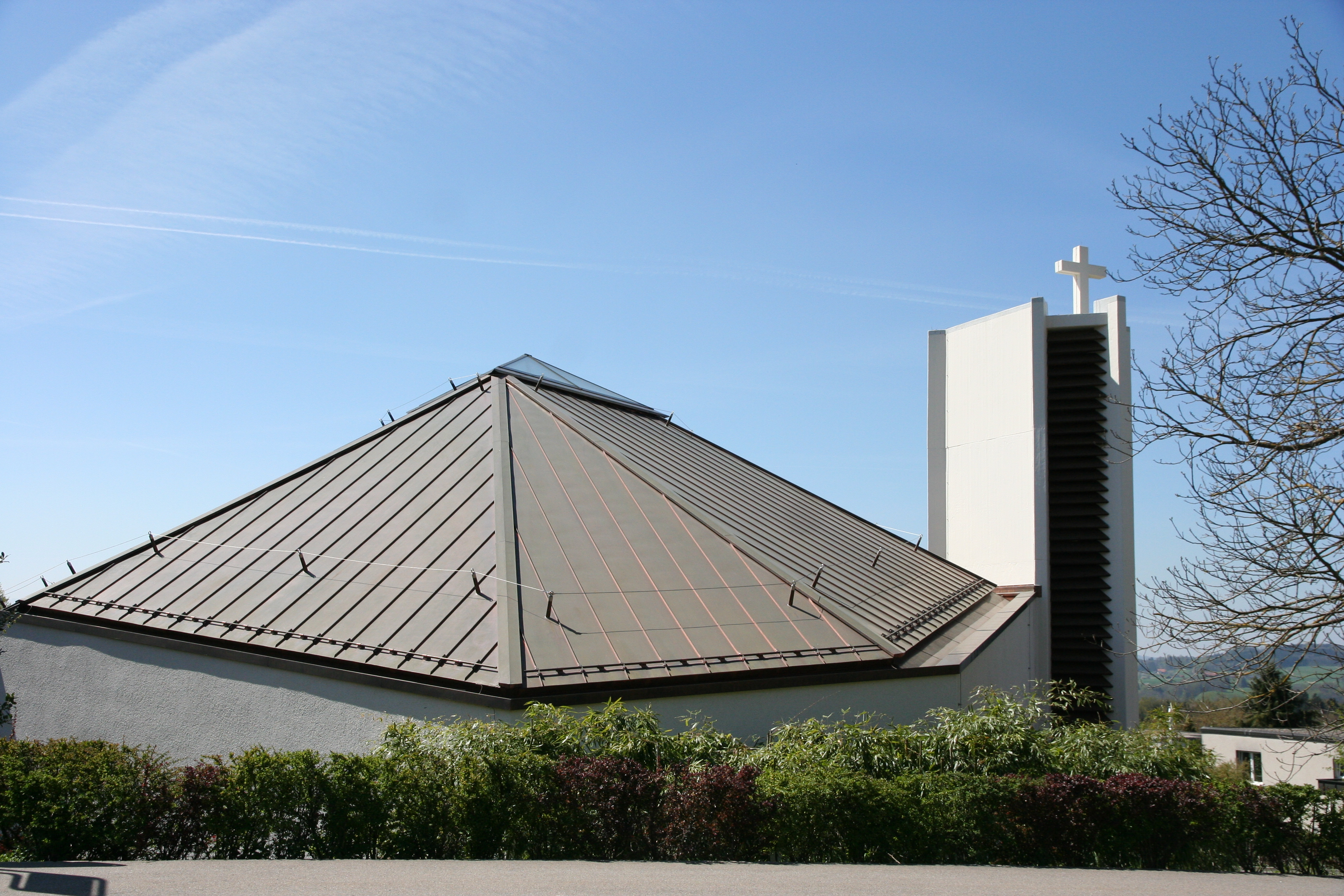
Ansicht von der Stallikerstrasse

Die Kirche St. Michael ist die römisch-katholische Kirche von Uitikon im Kanton Zürich.

## Geschichte

### Vorgeschichte
Im Mittelalter waren die Bewohner von Uitikon nach Altstetten kirchgenössig. Nach der Reformation in Zürich ab dem Jahr 1523 wurde auch im Umland der katholische Ritus verboten, und die Bewohner traten zum neuen Glauben über. Die Niederlassungs- und Religionsfreiheit der Helvetischen Republik und später des schweizerischen Bundesstaates ermöglichte die Zuwanderung aus der Zentral- und der Ostschweiz, aber auch aus dem katholisch geprägten Ausland. Die Katholiken, die sich im 19. und 20. Jahrhundert in Uitikon niederliessen, hatten die Möglichkeit, in Dietikon den Gottesdienst zu besuchen, da Dietikon aufgrund seiner Geschichte über die Reformation hinweg sowohl katholische als auch reformierte Einwohner hatte und die mittelalterliche Kirche bis zum Bau der Kirche St. Agatha paritätisch genutzt wurde. Die Pfarrei Heilig Kreuz in Zürich-Altstetten wurde ab dem Jahr 1900 aufgebaut, welcher Uitikon zunächst zugeteilt wurde, und ab 1929 wurde in Birmensdorf die spätere Pfarrei St. Martin aufgebaut, zu der heute Uitikon gehört.
Nach der öffentlich-rechtlichen Anerkennung der katholischen Kirche im Kanton Zürich ab dem Jahr 1964 war es dank den Steuergeldern möglich, die vorher durch Spenden und Betteltouren mühsam zusammengetragenen Mittel für den Aufbau der Gemeinden und kirchlichen Gebäude rasch zu ergänzen. Da in Birmensdorf die St. Martinskapelle viel zu klein für die wachsende katholische Gemeinde von Aesch ZH, Birmensdorf und Uitikon war, wollte man in Birmensdorf 1962 einen Kirchenneubau realisieren. Dieses Vorhaben war in der katholischen Bevölkerung zu wenig breit abgestützt, weshalb dieser Plan zunächst nicht realisiert werden konnte.

### Baugeschichte und Namensgebung
Nach der Ablehnung des Kirchenneubaus in Birmensdorf verfolgten die Verantwortlichen der Pfarrei den Plan, in Uitikon ein zweites kirchliches Zentrum aufzubauen. Hierzu wurde am 28. Januar 1964 eine Kirchenbaukommission gegründet, welche am 26. Februar 1964 eine Vorstudie in Auftrag gab. Diese Machbarkeitsstudie zeigte auf, dass der erworbene Baugrund von 30 Aren für das gewünschte Raumprogramm von Kirche, Kapelle, Saal, Nebenräumen und Pfarrhaus zwar ausreichte, aufgrund der Form eines langgezogenen Rechtecks auf abfallendem Gelände aber auch Probleme bot. 1965 wurden drei Architekten zu einem Wettbewerb eingeladen, den Karl Higi für sich entscheiden konnte. Da sein Projekt jedoch die Kostenlimite überschritt und auch eine Überarbeitung des Projekts noch zu teuer erschien, legte Karl Higi sein Mandat im März 1968 nieder. Die Baukommission erteilte daraufhin dem als Berater tätigen Architekten Dezsö Ercsi den Auftrag, ein Projekt auszuarbeiten, das die vorgegebene Kostenlimite einhielt. Das von Dezsö Ercsi 1969 vorgestellte Projekt fand in der Gemeinde breite Akzeptanz und wurde ab September 1969 erbaut. Am 19. Dezember 1970 wurde die fertig erstellte Kirche vom Bischof von Chur, Johannes Vonderach, eingeweiht und Uitikon zum Pfarrrektorat erhoben.
Da der zur Erbauungszeit tätige Pfarrer einige Zeit der Kongregation von La Salette angehört hatte, wollte er die Kirche von Uitikon der Gottesmutter Maria weihen. Der Generalvikar war dagegen, da ein marianisches Patrozinium die reformierte Bevölkerungsmehrheit hätte verärgern können. In der katholischen Kirchengeschichte gibt es die Tradition, dass an erhöhter Lage gebaute Kirchen dem Erzengel Michael geweiht werden und so der «Sieg des Guten über das Böse verdeutlicht wird». Dieser Vorschlag wurde von den Pfarreimitgliedern unterstützt. So gibt es heute im Kanton Zürich drei im 20. Jahrhundert erbaute römisch-katholische Kirchen, die dem Erzengel geweiht sind: Zollikerberg, Dietlikon und Uitikon.
Das Pfarrrektorat St. Michael hat (Stand 2017) 1068 Mitglieder, was einem Bevölkerungsanteil von 25, 2 % entspricht. Zusammen mit den Katholiken von Aesch und Birmensdorf gehören die Uitikoner Katholiken zur Kirchgemeinde Birmensdorf. Diese hat 3'182 Mitglieder (Stand 2021) und ist damit eine der kleineren katholischen Kirchgemeinden im Kanton Zürich.

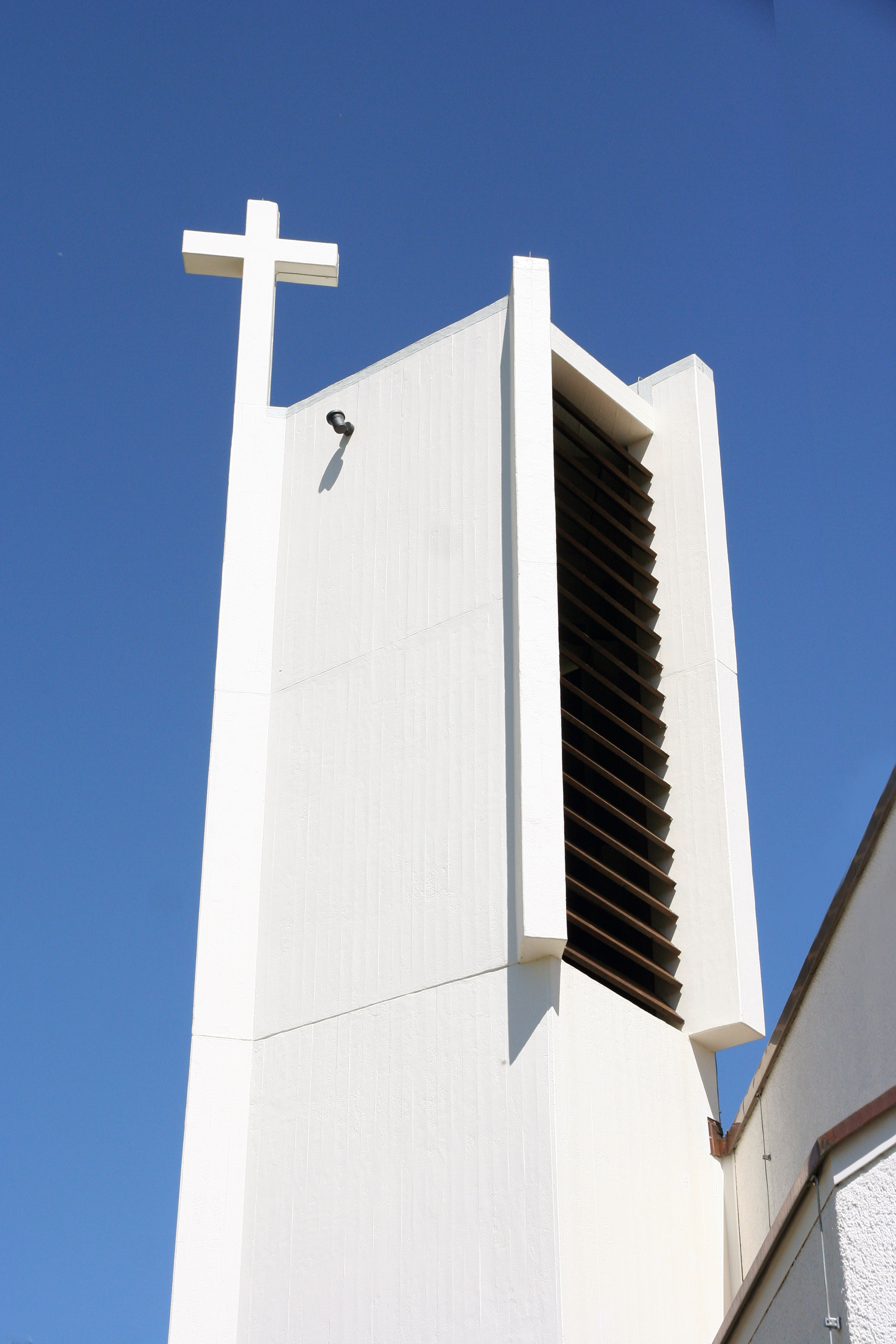
Kirchturm

## Baubeschreibung

### Kirchturm und Äusseres
Die Kirche St. Michael befindet sich an der Ecke Stalliker-/Suracherstrasse im Ortsteil Waldegg. Das längsrechteckige, entlang der Suracherstrasse recht steil abfallende Gelände hatte zur Folge, dass im oberen Teil des Grundstücks die Kirche sowie das im Untergeschoss der Kirche eingerichtete Pfarreizentrum und topografisch tiefer das Pfarrhaus gebaut wurden. Von der Stallikerstrasse kommend, entdeckt der Besucher zunächst den markanten, aber nicht hohen Betonturm samt Turmkreuz, danach das kegelförmige, komplex konstruierte Faltwerkdach der Kirche. Über einen Vorplatz gelangt man ins Innere der Kirche.
Der Glockenturm birgt ein dreistimmiges Geläut, das 1970 von Emil Eschmann, Rickenbach, gegossen wurde:
| Nummer | Gewicht | Durchmesser | Ton | Widmung          | Inschrift                |
| ------ | ------- | ----------- | --- | ---------------- | ------------------------ |
| 1      | 1365 kg | 127 cm      | e   | Dreifaltigkeit   | Bleibt in meiner Liebe   |
| 2      | 859 kg  | 113 cm      | fis | Erzengel Michael | Wer ist wie Gott?        |
| 3      | 612 kg  | 100 cm      | gis | Bruder Klaus     | Fried ist allweg in Gott |

### Innenraum und künstlerische Ausstattung

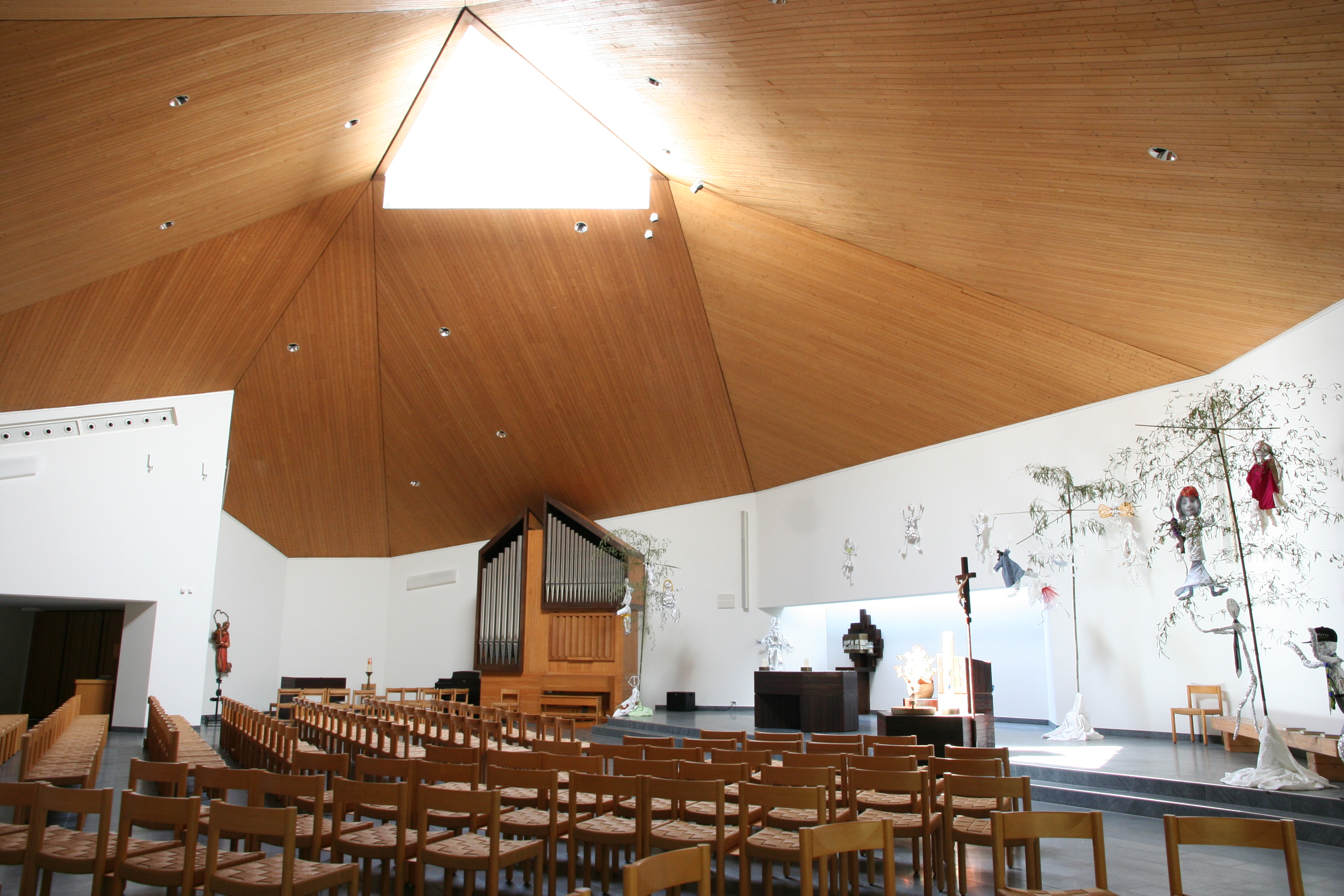
Innenansicht

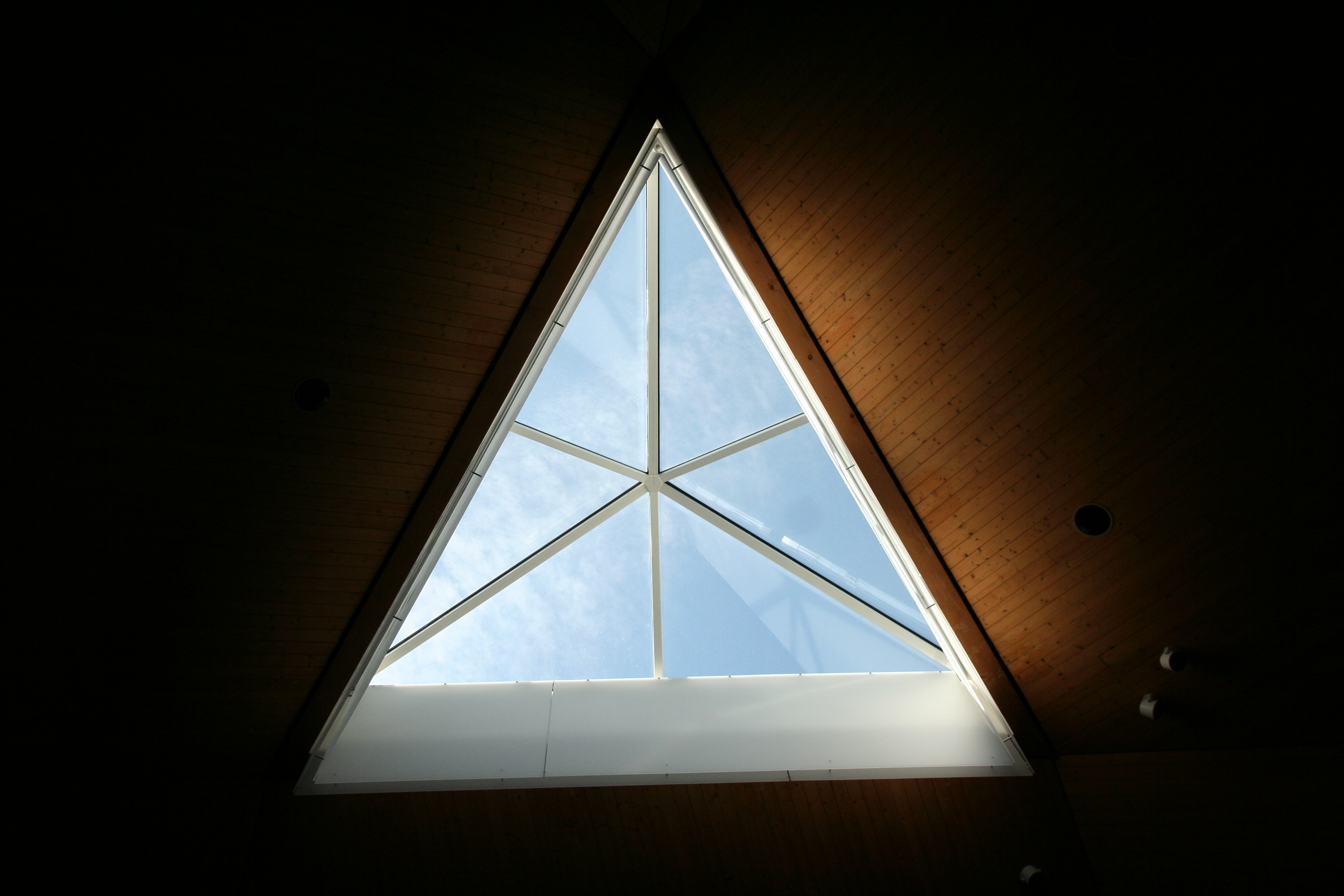
Das Dachfenster verweist auf die Trinität

Der polygonale Innenraum wird von einem komplex gestalteten Holzdach überspannt. An der höchsten Stelle der Dachkonstruktion ist ein dreieckiges Dachfenster eingelassen, welches in seiner Gestaltung auf die Trinität verweist. Ursprünglich hatte Architekt Dezsö Ercsi ein Betondach geplant. Dieses wäre aber nicht nur teurer gewesen, sondern hätte auch Betonstützen im Kirchenraum benötigt. Der Entscheid zu einer Dachkonstruktion aus Holz ermöglichte einen stützenfreien, lichten Kirchraum.
Die Stuhlreihen für die Besucher sind halbkreisförmig auf den um zwei Stufen erhöhten Altarraum ausgerichtet und setzen so die Vorgaben der Liturgiekonstitution des Zweiten Vatikanischen Konzils um. Das dunkle Holz, das für das Mobiliar des Altarraumes ausgewählt wurde, bildet einen Kontrast zum hellen Holz der geflochtenen Stühle und zur helleren Holzdecke des Kirchenraumes. Der Volksaltar ist schlicht gestaltet und besteht aus dem gleichen dunklen Holz wie die Rückwand des Tabernakels und der Ambo, an dessen Schauseite das Taufbecken samt Osterkerzenleuchter angefügt wurde. Der Tabernakel befindet sich an der Rückwand des Altarraums und besteht aus einem Metallkubus, der mit rechteckigen Glassteinen besetzt ist. Der Tabernakel wird von einer Holzkonstruktion umgeben, die die stilisierte Form eines Baumes besitzt. Links vom Altarraum steht die Orgel, und an der Ostwand der Kirche, räumlich etwas abgesetzt, befindet sich die Werktagskapelle, in deren Mitte ein Volksaltar steht. An der Rückwand der Werktagskapelle befindet sich eine moderne Muttergottesstatue mit Jesuskind.
Das Tageslicht wird durch das dreieckige Dachfenster in die Kirche geführt. Daneben finden sich ein Lichtschacht an der Altarwand sowie ein breiteres Fenster an der Westfassade der Kirche. Ein weiteres, kleineres Fenster befindet sich an der Nordwand der Kirche gegenüber dem Altarraum. Bei diesem Fenster handelt es sich um ein Bleiglasfenster, im unteren Teil eine Blume, im mittleren Teil einen Vogel, der sich auf blauem Hintergrund nach oben hebt, und oben eine Sonne, welche in weissen und gelben Farbtönen gehalten ist, zeigt.

### Orgel

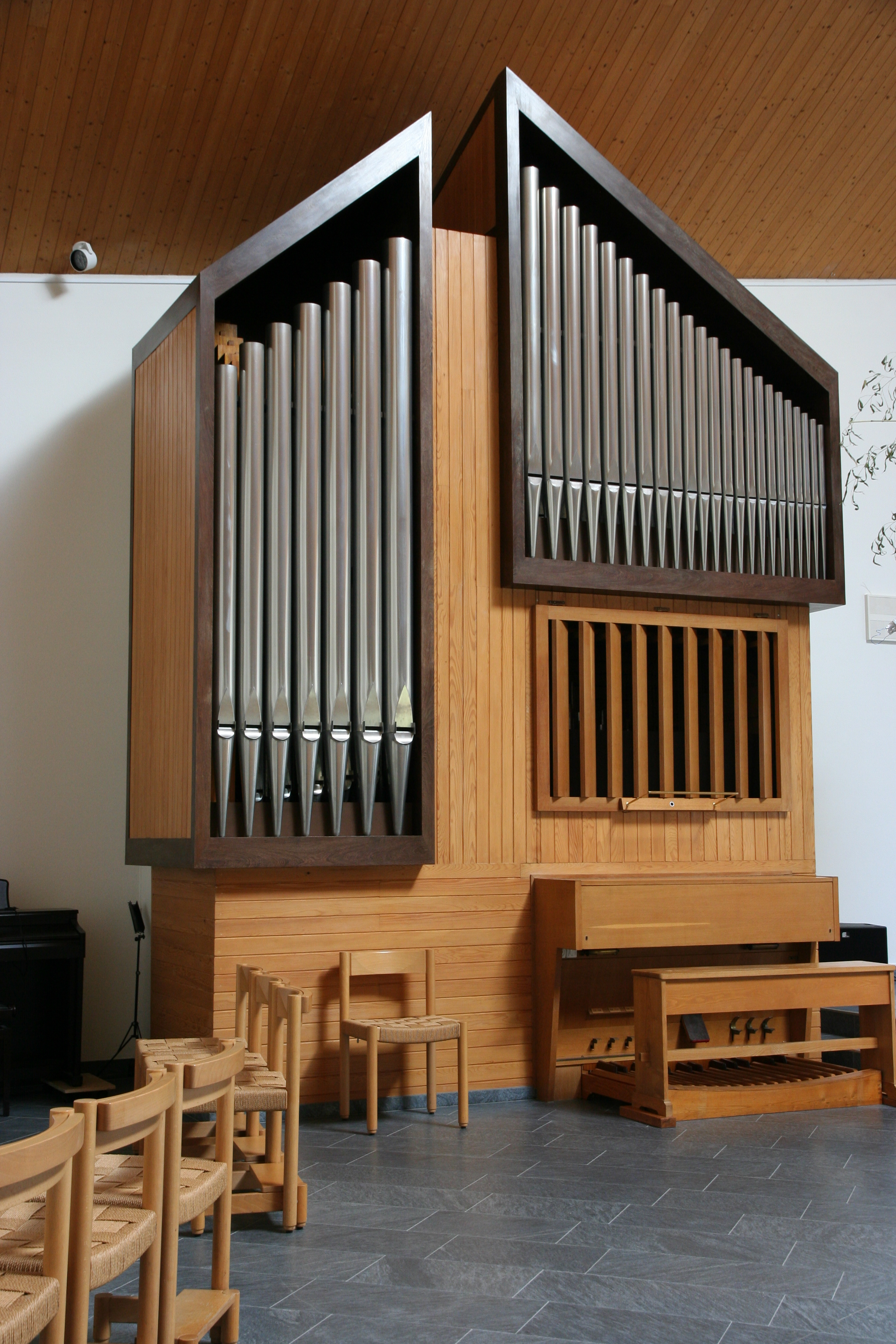
Grenzing-Orgel von 1977

Im Jahr 1977 errichtete Gerhard Grenzing (Barcelona) die Orgel. Es handelt sich um ein mechanisches Instrument mit 16 Registern, verteilt auf zwei Manuale samt Pedal. Bei der Revision der Orgel im Jahr 2000 durch Orgelbau Goll wurde die Schalmei 8’ im Hauptwerk durch den Dulcian 8’ ersetzt.
| I Hauptwerk C–g3 |    |
| Prinzipal        | 8′ |
| Koppelflöte      | 8′ |
| Oktave           | 4′ |
| Rohrflöte        | 4′ |
| Nachthorn        | 2′ |
| Mixtur IV–VI     | 2′ |
| Dulcian          | 8′ |

| II Brustwerk (schwellbar) C–g3 |                |
| Gedackt                        | 8′             |
| Prinzipal                      | 4′             |
| Spitzflöte                     | 4′             |
| Sesquialter                    | 2 ⁄3′ + 1 3⁄5′ |
| Flageolet                      | 2′             |
| Scharff IV–V                   | 1′             |

| Pedal C–f1 |     |
| Subbass    | 16′ |
| Spitzflöte | 8′  |
| Choralbass | 4′  |

- Koppeln: II/I, I/P, II/P
- 1 freie Kombination (Drehknopf)
- Absteller: Dulcian (HW), Mixtur (HW), Scharff (BW)